# Essex Senior League

Vùng bao phủ bởi Essex League được tô màu xanh mòng két.

Essex Senior Football League là một giải đấu bóng đá Anh gồm các câu lạc bộ đền từ Essex FA, Hertfordshire FA, London FA, Middlesex FA và Amateur Football Alliance. Đây là giải đấu góp đội cho Division One North của Isthmian League và có một hạng đấu nằm ở Bậc 5 (hoặc Cấp độ 9) của National League System.

## Thành viên sáng lập
Essex Senior League thành lập năm 1971 với 9 thành viên. Vị thứ của các đội bóng ở mùa giải 1971–72 như sau:
| 1 | Witham Town         |
| 2 | Billericay Town     |
| 3 | Pegasus Athletic    |
| 4 | Tiptree United      |
| 5 | Saffron Walden Town |
| 6 | Basildon United     |
| 7 | Heybridge Swifts    |
| 8 | Southend United 'A' |
| 9 | Stansted            |

## Lên hạng và xuống hạng
Essex Senior League quy định rằng câu lạc bộ phải kết thúc ởTop 3 mới được xem xét lên chơi ở Isthmian League Division One North. Tuy nhiên quá trình này được kiểm soát bởi FA Leagues Committee, nơi kiểm soát sự lên hạng và xuống hạng suốt hệ thống National League System. Tính đến mùa giải 2014-1, luật của FA dành cho các hạng đấu Bậc 5 như Essex Senior League quy định rằng đội vô địch nên được trao cơ hội lên hạng đầu tiên. Nếu đội vô địch không muốn thăng hạng hoặc không đáp ứng đủ yêu cầu lên hạng thì đội thứ 2 hoặc thứ 3 sẽ được xem xét. Đối với trường hợp thông thường, chỉ có một đội bóng có thể thăng hạng từ một giải đấu Bậc 5 (ví dụ Essex Senior League) lên một giải đấu Bậc 4 (ví dụ the Isthmian League Division One).
Essex Senior League nhận một đội bóng xuống hạng từ giải đấu Bậc 4. Các đội bóng xuống hạng từ Bậc 4 sẽ chơi ở giải đấu phù hợp với vị trí địa lý của họ. Vì vậy, Essex Senior League luôn có khả năng nhận một trong những đội xuống hạng từ Isthmian League Division One North.
Không có quy định xuống hạng ở Essex Senior League xuống giải đấu thấp hơn vì không có giải đấu Bậc 6 nào tương đương với ESL. Các giải đấu bao gồm Essex Olympian League (Bậc 7) thỉnh thoảng đóng vai trò góp đội cho Essex Senior League nhưng sự lên xuống hạng giữa 2 giải đấu là không tự động.

## Nhà vô địch, Á quân và đội về thứ 3
| Mùa giải | Vô địch               | Á quân                | Về thứ 3             |
| -------- | --------------------- | --------------------- | -------------------- |
| 1971–72  | Witham Town           | Billericay Town       | Pegasus Athletic     |
| 1972–73  | Billericay Town       | Basildon United       | Stansted             |
| 1973–74  | Saffron Walden Town   | Billericay Town       | Coggeshall Town      |
| 1974–75  | Billericay Town       | Basildon United       | Coggeshall Town      |
| 1975–76  | Billericay Town       | Tiptree United        | Basildon United      |
| 1976–77  | Basildon United       | Brentwood             | Billericay Town      |
| 1977–78  | Basildon United       | Tiptree United        | Ford United          |
| 1978–79  | Basildon United       | Canvey Island         | Eton Manor           |
| 1979–80  | Basildon United       | Wivenhoe Town         | Canvey Island        |
| 1980–81  | Bowers United         | Heybridge Swifts      | Wivenhoe Town        |
| 1981–82  | Heybridge Swifts      | Wivenhoe Town         | Brentwood            |
| 1982–83  | Heybridge Swifts      | Stansted              | Halstead Town        |
| 1983–84  | Heybridge Swifts      | Bowers United         | Witham Town          |
| 1984–85  | Maldon Town           | Witham Town           | Stansted             |
| 1985–86  | Witham Town           | Wivenhoe Town         | Ford United          |
| 1986–87  | Canvey Island         | Witham Town           | Purfleet             |
| 1987–88  | Purfleet              | Brentwood             | Halstead Town        |
| 1988–89  | Brightlingsea United  | East Thurrock United  | Ford United          |
| 1989–90  | Brightlingsea United  | Woodford Town         | East Thurrock United |
| 1990–91  | Southend Manor        | Brentwood             | Burnham Ramblers     |
| 1991–92  | Ford United           | Brentwood             | East Thurrock United |
| 1992–93  | Canvey Island         | Sawbridgeworth Town   | Bowers United        |
| 1993–94  | Basildon United       | Ford United           | Canvey Island        |
| 1994–95  | Great Wakering Rovers | Sawbridgeworth Town   | Romford              |
| 1995–96  | Romford               | Great Wakering Rovers | Concord Rangers      |
| 1996–97  | Ford United           | Great Wakering Rovers | Concord Rangers      |
| 1997–98  | Concord Rangers       | Basildon United       | Bowers United        |
| 1998–99  | Bowers United         | Great Wakering Rovers | Saffron Walden Town  |
| 1999-00  | Saffron Walden Town   | Southend Manor        | Burnham Ramblers     |
| 2000–01  | Brentwood             | Saffron Walden Town   | Barkingside          |
| 2001–02  | Leyton                | Enfield Town          | Burnham Ramblers     |
| 2002–03  | Enfield Town          | Concord Rangers       | Ilford               |
| 2003–04  | Concord Rangers       | Ilford                | Sawbridgeworth Town  |
| 2004–05  | Enfield Town          | Burnham Ramblers      | Waltham Abbey        |
| 2005–06  | A.F.C. Hornchurch     | Waltham Abbey         | Tilbury              |
| 2006–07  | Brentwood Town        | Romford               | Barkingside          |
| 2007–08  | Concord Rangers       | Enfield 1893          | Barkingside          |
| 2008–09  | Romford               | Enfield 1893          | Takeley              |
| 2009–10  | Stansted              | Witham Town           | Burnham Ramblers     |
| 2010–11  | Enfield 1893          | Stansted              | Witham Town          |
| 2011–12  | Witham Town           | Southend Manor        | Takeley              |
| 2012–13  | Burnham Ramblers      | Barkingside           | Takeley              |
| 2013–14  | Great Wakering Rovers | Haringey Borough      | Enfield 1893         |
| 2014–15  | Haringey Borough      | Bowers & Pitsea       | Barking              |
| 2015–16  | Bowers & Pitsea       | Basildon United       | FC Romania           |

### Kỉ lục vô địch giải đấu
- 5 lần – Basildon United
- 3 lần – Billericay Town, Concord Rangers, Heybridge Swifts, Witham Town
- 2 lần – Bowers United, Brentwood Town, Brightlingsea United, Canvey Island, Enfield Town, Ford United, Great Wakering Rovers, Romford, Saffron Walden Town
- 1 lần – AFC Hornchurch, Burnham Ramblers, Enfield 1893, Haringey Borough, Leyton, Maldon Town, Purfleet, Stansted, Southend Manor

## Essex Senior League Challenge Cup
Essex Senior League Challenge Cup là giải đấu loại trực tiếp được tham gia bởi các đội bóng ở Essex Senior Football League. Brentwood Town giữ kỉ lục vô địch nhiều nhất, với việc nâng cúp 4 lần (1975–76, 1978–79, 1990–91, 2006–07).

### Kết quả cuối cùng
| Mùa giải | Vô địch                  | Kết quả               | Á quân                 |
| -------- | ------------------------ | --------------------- | ---------------------- |
| 1972–73  | Billericay Town          | 2–1                   | Saffron Walden Town    |
| 1973–74  | No Competition played    | No Competition played | No Competition played  |
| 1974–75  | Colchester United 'A'    | 3–1                   | Billericay Town        |
| 1975–76  | Brentwood                | 3–0                   | Basildon United        |
| 1976–77  | Billericay Town          | 1–0                   | Bowers United          |
| 1977–78  | Basildon United          | 3–0                   | Bowers United          |
| 1978–79  | Brentwood                | 2–0                   | Brightlingsea United   |
| 1979–80  | Canvey Island            | 1–1,0–0,2–0           | Basildon United        |
| 1980–81  | Witham Town              | 4–2                   | Sawbridgeworth Town    |
| 1981–82  | Bowers United            | 2–0                   | Halstead Town          |
| 1982–83  | Heybridge Swifts         | 4–1                   | Bowers United          |
| 1983–84  | Stansted                 | 1–0                   | Brentwood              |
| 1984–85  | Chelmsford City Reserves | 2–0                   | Maldon Town            |
| 1985–86  | Ford United              | 1–0                   | Coggeshall Town        |
| 1986–87  | Purfleet                 | 2–0                   | Burnham Ramblers       |
| 1987–88  | Purfleet                 | 2–1                   | Canvey Island          |
| 1988–89  | East Thurrock United     | 3–2                   | Ford United            |
| 1989–90  | Southend Manor           | 2–0                   | Burnham Ramblers       |
| 1990–91  | Brentwood                | 2–0                   | Southend Manor         |
| 1991–92  | East Thurrock United     | 2–0                   | Basildon United        |
| 1992–93  | Canvey Island            | 3–1                   | Sawbridgeworth Town    |
| 1993–94  | Basildon United          | 3–0                   | Sawbridgeworth Town    |
| 1994–95  | Sawbridgeworth Town      | 2–0                   | Stansted               |
| 1995–96  | Romford                  | 2–0                   | Southend Manor         |
| 1996–97  | Concord Rangers          | 1–0                   | Ford United            |
| 1997–98  | Basildon United          | 1–0                   | Burnham Ramblers       |
| 1998–99  | Bowers United            | 2–0                   | Great Wakering Rovers  |
| 1999-00  | Saffron Walden Town      | 2–1                   | Southend Manor         |
| 2000–01  | Southend Manor           | 2–1                   | Sawbridgeworth Town    |
| 2001–02  | Enfield Town             | 1–1 (4–2 Penalties)   | Leyton                 |
| 2002–03  | Ilford                   | 1–0                   | Sawbridgeworth Town    |
| 2003–04  | Enfield Town             | 3–2                   | Sawbridgeworth Town    |
| 2004–05  | Waltham Abbey            | 4–1                   | Enfield Town           |
| 2005–06  | AFC Hornchurch           | 2–0                   | Brentwood Town         |
| 2006–07  | Brentwood Town           | 1–1 (5–4 Penalties)   | Romford                |
| 2007–08  | Eton Manor               | 3–2                   | Concord Rangers        |
| 2008–09  | Barkingside              | 2–0                   | Burnham Ramblers       |
| 2009–10  | Bethnal Green United     | 4–1                   | Burnham Ramblers       |
| 2010–11  | Stansted                 | 3–0                   | Enfield 1893           |
| 2011–12  | Witham Town              | 2–1                   | Burnham Ramblers       |
| 2012–13  | Barkingside              | 9–1                   | Bowers & Pitsea        |
| 2013–14  | Great Wakering Rovers    | 1–0                   | Sporting Bengal United |
| 2014–15  | Barking                  | 4–2                   | Clapton                |

## Cú ăn hai mùa giải và cup
Có 13 lần một đội bóng vô địch ở cả Essex Senior League và Essex Senior League Challenge Cup trong cùng một mùa giải. Đó là:
- 1972–73 – Billericay Town[4]
- 1977–78 – Basildon United[4]
- 1982–83 – Heybridge Swifts[4]
- 1987–88 – Purfleet[4]
- 1992–93 – Canvey Island[4]
- 1993–94 – Basildon United[4]
- 1995–96 – Romford[4]
- 1998–99 – Bowers United[4]
- 1999-00 – Saffron Walden Town[4]
- 2005–06 – AFC Hornchurch[4]
- 2006–07 – Brentwood Town[4]
- 2011–12 – Witham Town[4]
- 2013–14 – Great Wakering Rovers[4]

## Các thành viên cũ
| - AFC Hornchurch - Barkingside - Beaumont Athletic - Billericay Town - Brentwood Town - Brightlingsea United - Canvey Island - Chelmsford City reserves - Coggeshall Town | - Colchester United 'A' - Concord Rangers - East Ham United - East Thurrock United - Enfield Town - Ford United - Great Wakering Rovers - Halstead Town - Haringey Borough | - Heybridge Swifts - Leyton - Maldon Town - Pegasus Athletic - Purfleet - Romford - Saffron Walden Town - Southend United 'A' | - Stambridge - Tilbury - Tiptree United - Waltham Abbey - Witham Town - Wivenhoe Town - Woodford Town - Woodford Town reserves |

## Cựu cầu thủ đáng chú ý của Essex Senior League
Nhiều cầu thủ của Essex Senior League từng chơi ở các câu lạc bộ của Football League hoặc Premier League:
- Jimmy Greaves – Thi đấu cho Brentwood Town[1] sau khi chơi ở West Ham United, Tottenham Hotspur, AC Milan, Chelsea và England.
- Alan Brazil – Thi đấu cho Stambridge[1] sau Queens Park Rangers và các đội bao gồm Manchester United và Scotland.
- Kerry Dixon – Thi đấu cho Essex Senior League[1] Basildon sau khi chơi cho các đội gồm Chelsea và England.
- Michael Kightly – rời Basildon United để gia nhập Southend United năm 2003,[6] chơi cho Burnley tính đến April 2015.
- Dwight Gayle – rời Stansted để chơi cho Dagenham & Redbridge, Peterborough United và Crystal Palace.[7]
- Trevor Putney – rời Brentwood để chơi cho Ipswich Town năm 1980,[8] cũng từng chơi cho Norwich City và Middlesbrough.
- Stuart Wardley – rời Saffron Walden Town để gia nhập Queens Park Rangers năm 1999.[9]
- Steve Tilson – rời Witham Town để gia nhập Southend United năm 1989.[10]
- Gary Hart – rời Stansted với giá £1,000 và một bộ áo đấu để gia nhập Brighton & Hove Albion năm 1998.[11]
- Ben Barnett – rời Southend Manor để gia nhập Leyton Orient năm 2000.[12]
- Ian Renshaw – rời Basildon United để gia nhập Scarborough.
- John Warner – rời Burnham Ramblers để gia nhập Colchester United năm 1988.